# Kościół św. Józefa Robotnika w Zawiści
Kościół św. Józefa Robotnika – rzymskokatolicki kościół parafialny, znajdujący się w miejscowości Zawiść (gmina Pokój), należący do parafii św. Józefa Robotnika w Zawiści w dekanacie Zagwiździe, diecezji opolskiej.

## Historia kościoła
Wybudowany w stylu neobarokowym, kościół w Zawiści, konsekrowany został 30 listopada 1927 roku przez sufragana wrocławskiego, księdza biskupa Wojciecha. Zaprojektowany był przez architekta Hansa Schlichta z Wrocławia. W wieży świątyni zamontowane zostały wówczas trzy dzwony, obecnie znajduje się tam jeden, pozostałe dwa zostały w czasie II wojny światowej zdemontowane i użyte na cele wojenne. Chrzcielnicę, ołtarz główny oraz figurę Jezusa Chrystusa Zmartwychwstałego wykonał zakład artystyczno-rzeźbiarski Franciszka Masorza z Rybnika (figura została ukończona i zamontowana dopiero w lutym 1955 roku). Pierwszy remont kościoła wykonany został w 1976 roku. Odmalowano wówczas całą elewację, przebudowano prezbiterium (dostosowując go do wymogów zmienionej liturgii mszy świętej), wykonano ornamentacje ołtarza głównego i bocznych, rozszerzono i podwyższono podium. W latach 1985 – 1989 dobudowano przy kościele kaplicę Matki Boskiej Niepokalanej. Kolejne prace renowacyjne miały miejsce w 2000 roku. Prace remontowe objęły głównie malowanie wnętrza kościoła, wykonanie nowych schodów na chór muzyczny oraz ponowne odnowienie elewacji zewnętrznej. 

## Organy
Organy wybudował Carl Berschdorf w 1937 roku. Instrument został generalnie wyremontowany przez firmę Kamerton Witolda i Wiesława Jeleniów z Olszynki w 2014 r. Stół gry jest wbudowany centralnie w cokół szafy organowej.
Dyspozycja instrumentu:
| Manuał I           | Manuał II                     | Pedał            |
| ------------------ | ----------------------------- | ---------------- |
| 1. Principal 8’    | 1. Gedeckt 8’                 | 1. Subbass 16’   |
| 2. Flöte 8’        | 2. Schalmey 8’                | 2. Zartbass 16’  |
| 3. Gemshorn 8’     | 3. Dolkan 8’                  | 3. Choralbass 8’ |
| 4. Octave 4’       | 4. Kupferflöte 4’             |                  |
| 5. Mixtur 2–3 fach | 5. Schwiegel 2’               |                  |
|                    | 6. Sesquialtera 2 ⅔’ u 1 3⁄5’ |                  |